# Nikolaj Guljaev (calciatore)
Nikolaj Alekseevič Guljaev (in russo Николай Алексеевич Гуляев?; Kakovino, 18 febbraio 1915 – Mosca, 23 febbraio 2000) è stato un calciatore e allenatore di calcio sovietico.
Suo fratello Viktor (1915-2000) fu un calciatore e allenatore di calcio. Nel 1946 ebbe l'occasione di giocare nello Spartak Mosca col fratello, il quale lo succedette alla guida del Kaliningrad nel 1955 e che lo ritrovò nel 1966: in quell'annata, Viktor fu il vice di Nikolaj sulla panchina dello Spartak Mosca.

## Palmarès
- Campionato sovietico: 2

Spartak Mosca: 1956, 1958
- Coppa sovietica: 1

Spartak Mosca: 1958